# Aedes marshallii
Aedes marshallii é um espécie de mosquito do Género Aedes, pertencente à família Culicidae.